# Henny Dufresne
Henny Dufresne (10 ottobre 1980) è un ex calciatore seychellese, di ruolo centrocampista.